# خيط (الحمض النووي)
تقسم جزيئات الحمض النووي (أي الريبوزي والريبوزي منقوص الأكسجين) من حيث عدد الخيوط إلى أصناف، وهي الجزيئات ذات الخيط والخيطين والثلاثة والأربعة خيوط، وتكثر الأولى في الحمض الأول وبعض أنواع الثاني وأما الثانية فتكون في الحمض الثاني. والثالث في الأول والثاني.